# Vincenzo Traspedini
Vincenzo Traspedini (Montodine, Provincia de Cremona, Italia, 27 de diciembre de 1939 - Verona, Provincia de Verona, Italia, 14 de abril de 2003) fue un futbolista italiano. Se desempeñaba en la posición de delantero.

## Clubes
| Club               | País   | Año         |
| ------------------ | ------ | ----------- |
| U. S. Pergolettese | Italia | 1955 - 1957 |
| A. C. Fanfulla     | Italia | 1957 - 1960 |
| Torino F. C.       | Italia | 1960 - 1961 |
| A. C. Monza        | Italia | 1961 - 1963 |
| A. S. Varese       | Italia | 1963 - 1965 |
| Juventus F. C.     | Italia | 1965 - 1966 |
| U. S. Foggia       | Italia | 1966 - 1968 |
| Hellas Verona      | Italia | 1968 - 1969 |
| Atalanta B. C.     | Italia | 1969 - 1970 |
| A. S. Varese       | Italia | 1970 - 1971 |
| Genoa C. F. C.     | Italia | 1971 - 1973 |

## Palmarés

### Campeonatos nacionales
| Título      | Club           | País   | Año     |
| ----------- | -------------- | ------ | ------- |
| Copa Italia | Juventus F. C. | Italia | 1964-65 |